# Joe Corona
Joe Benny Corona Crespín (9 de julio de 1990, San Diego, California, Estados Unidos) es un futbolista estadounidense de padre mexicano y de madre salvadoreña. Juega como centrocampista y su equipo es el Club Tijuana de la Primera División de México.
En un principio, debido a sus raíces, Corona tenía la opción de representar a nivel internacional a las selecciones de Estados Unidos, México o El Salvador. No obstante, luego de representar a los Estados Unidos en el Torneo Preolímpico de la CONCACAF, Corona recibió su primer llamado a la selección mayor de ese país en mayo de 2012, y para octubre de ese año comprometió en forma definitiva su futuro al equipo norteamericano.

## Trayectoria
Corona se unió al Club Tijuana en 2009 y debutó con ellos en el Clausura 2010. Desde su llegada al club mexicano, Corona ha jugado más de 60 partidos y se ha convertido en un regular en la alineación club.
Corona sería cedido a varios equipos hasta que fue seleccionado por el Austin FC para su temporada inaugural 2021 en el Draft de Expansión de la MLS 2020.
Para el Torneo Clausura 2024, Corona regresó al Club Tijuana como refuerzo.

## Selección nacional

### Selecciones juveniles
Después ser convocado por Luis Fernando Tena para integrarlo a las filas de la Selección mexicana Sub-23, y no jugar, Joe decidió unirse a la selección estadounidense Sub-23 que se preparaba para los XXX Juegos Olímpicos de Londres, Reino Unido. Debutó con la selección sub-23 de Estados Unidos el 29 de febrero de 2012, en la victoria 2-0 en el partido amistoso con la selección sub-23 de México. El 12 de marzo de 2012, Corona fue convocado entre la lista provisional de 19 jugadores que enfrentarán las eliminatorias de la CONCACAF para las Olimpiadas en Londres.
El 22 de marzo de 2012, Corona anotó una tripleta en la victoria 6-0 de la selección estadounidense sub-23 sobre Cuba en el primer partido de las eliminatorias de la Concacaf a las Olimpiadas 2012. Corona volvió a anotar en el torneo preolímpico el 26 de marzo de 2012 en el empate 3-3 contra El Salvador - resultado que al final dejó fuera de las Olimpiadas a los Estados Unidos.

### Selección mayor
El 15 de mayo de 2012, Corona recibió su primer llamado a la selección mayor, siendo incluido en el primer grupo de jugadores llamados a participar del campamento de entrenamiento en preparación para los amistosos de mayo y junio y el arranque de la tercera fase clasificatoria a la Copa Mundial de Fútbol 2014.
Corona realizó su debut con la selección mayor de los Estados Unidos el 26 de mayo de 2012, entrando en reemplazo de José Francisco Torres en el segundo tiempo de un partido amistoso contra Escocia.
El 16 de octubre de 2012 hizo su debut en competiciones oficiales, ingresando en el segundo tiempo en la victoria 3-1 sobre Guatemala por las eliminatorias de CONCACAF al Mundial 2014. Con este debut competitivo, Corona comprometió su futuro internacional a los Estados Unidos.
El 27 de junio de 2013, Corona fue convocado a su primer torneo oficial con los Estados Unidos, siendo incluido en la lista final de 23 jugadores que competirán en la Copa de Oro de la Concacaf 2013. Antes de iniciar el torneo, fue titular con la selección por primera vez en un amistoso frente a Guatemala el 5 de julio de 2013. Corona anotó su primer gol internacional en este campeonato, poniendo el 2-1 en la victoria 4-1 sobre Cuba en la fase de grupos. Volvió a anotar una semana después en la goleada 5-1 sobre El Salvador por los cuartos de final.
El 12 de mayo de 2014, el entrenador de la selección estadounidense Jürgen Klinsmann incluyó a Corona en la lista provisional de 30 jugadores con miras a la Copa Mundial de Fútbol de 2014. No obstante, Corona, junto con otros seis jugadores, no fue incluido en la lista final de 23 futbolistas.
En junio de 2015 fue incluido en la lista preliminar de 35 jugadores con miras a la Copa de Oro de la Concacaf de 2015,  y aunque no fue confirmado en la lista final de 23 jugadores, sí fue uno de tres jugadores que se incorporaron al equipo una vez concluida la fase de grupos el 14 de julio, en reemplazo de Alfredo Morales, Jozy Altidore y Greg Garza.

### Participaciones en la Copa de Oro de la Concacaf
| Copa                            | Sede           | Resultado    |
| ------------------------------- | -------------- | ------------ |
| Copa de Oro de la Concacaf 2013 | Estados Unidos | Campeón      |
| Copa de Oro de la Concacaf 2015 | Estados Unidos | Cuarto lugar |
| Copa de Oro de la Concacaf 2017 | Estados Unidos | Campeón      |

### Goles internacionales
| #   | Fecha               | Lugar                            | Rival       | Gol   | Resultado | Competición                     |
| --- | ------------------- | -------------------------------- | ----------- | ----- | --------- | ------------------------------- |
| 01. | 13 de julio de 2013 | Estadio Rio Tinto, Sandy, EUA    | Cuba        | 2 – 1 | 4 – 1     | Copa de Oro de la Concacaf 2013 |
| 02. | 21 de julio de 2013 | M&T Bank Stadium, Baltimore, EUA | El Salvador | 2 – 0 | 5 – 1     | Copa de Oro de la Concacaf 2013 |

## Estadísticas

### Clubes
Actualizado el 28 de abril de 2025.
| C. Tijuana · México | 2.ª                 | 2010                | 3   | 0  | -  | - | -  | - | 3   | 0  |
| C. Tijuana · México | 2.ª                 | 2010-11             | 38  | 6  | -  | - | -  | - | 38  | 6  |
| C. Tijuana · México | 1.ª                 | 2011-12             | 29  | 4  | -  | - | -  | - | 29  | 4  |
| C. Tijuana · México | 1.ª                 | 2012-13             | 32  | 0  | 2  | 0 | 7  | 1 | 40  | 1  |
| C. Tijuana · México | 1.ª                 | 2013-14             | 21  | 0  | -  | - | 8  | 0 | 29  | 0  |
| C. Tijuana · México | 1.ª                 | 2014-15             | 28  | 0  | 6  | 2 | -  | - | 34  | 2  |
| C. Tijuana · México | 1.ª                 | C-2017              | 19  | 2  | 4  | 0 | -  | - | 23  | 2  |
| C. Tijuana · México | 1.ª                 | A-2017              | 11  | 0  | 3  | 0 | -  | - | 14  | 0  |
| C. Tijuana · México | 1.ª                 | C-2019              | 3   | 0  | 3  | 0 | -  | - | 6   | 0  |
| C. Tijuana · México | 1.ª                 | 2024                | 7   | 1  | -  | - | -  | - | 7   | 1  |
| C. Tijuana · México | 1.ª                 | 2024-25             | 23  | 1  | -  | - | 2  | 0 | 25  | 1  |
| C. Tijuana · México | Total               | Total               | 214 | 14 | 18 | 2 | 17 | 1 | 249 | 17 |
| C. Tiburones · México | 1.ª                 | A-2015              | 9   | 0  | 4  | 0 | -  | - | 13  | 0  |
| C. Tiburones · México | Total               | Total               | 9   | 0  | 4  | 0 | 0  | 0 | 13  | 0  |
| Dorados de Sinaloa · México | 1.ª                 | C-2016              | 7   | 0  | 5  | 0 | -  | - | 12  | 0  |
| Dorados de Sinaloa · México | 2.ª                 | A-2016              | 22  | 0  | 0  | 0 | -  | - | 22  | 0  |
| Dorados de Sinaloa · México | Total               | Total               | 29  | 0  | 5  | 0 | 0  | 0 | 34  | 0  |
| C. América · México | 1.ª                 | C-2018              | 16  | 0  | 0  | 0 | 5  | 1 | 21  | 1  |
| C. América · México | 1.ª                 | A-2018              | 10  | 0  | 5  | 0 | -  | - | 15  | 0  |
| C. América · México | Total               | Total               | 26  | 0  | 5  | 0 | 5  | 1 | 36  | 1  |
| L. A. Galaxy Estados Unidos | 1.ª                 | 2019                | 31  | 1  | 1  | 0 | 1  | 0 | 33  | 1  |
| L. A. Galaxy Estados Unidos | 1.ª                 | 2020                | 16  | 1  | -  | - | -  | - | 16  | 1  |
| L. A. Galaxy Estados Unidos | Total               | Total               | 47  | 2  | 1  | 0 | 1  | 0 | 49  | 2  |
| Houston Dynamo FC Estados Unidos | 1.ª                 | 2021                | 30  | 0  | -  | - | -  | - | 30  | 0  |
| Houston Dynamo FC Estados Unidos | Total               | Total               | 30  | 0  | 0  | 0 | 0  | 0 | 30  | 0  |
| GIF Sundsvall · Suecia | 1.ª                 | 2022                | 25  | 0  | 1  | 0 | -  | - | 26  | 0  |
| GIF Sundsvall · Suecia | Total               | Total               | 25  | 0  | 1  | 0 | 0  | 0 | 26  | 0  |
| San Diego Loyal SC Estados Unidos | 2.ª                 | 2023                | 31  | 4  | 1  | 2 | -  | - | 32  | 5  |
| San Diego Loyal SC Estados Unidos | Total               | Total               | 31  | 4  | 1  | 2 | 0  | 0 | 32  | 5  |
| Total en su carrera | Total en su carrera | Total en su carrera | 411 | 19 | 35 | 4 | 23 | 2 | 469 | 25 |
| (1) Incluye datos de la Copa MX. (2) Incluye datos de Liga de Campeones de la Concacaf (2013-14), (2018) y Copa Libertadores (2013). (3) No incluye goles en partidos amistosos. |                     |                     |     |    |    |   |    |   |     |    |

## Palmarés

### Campeonatos nacionales
| Título           | Club            | País   | Año  |
| ---------------- | --------------- | ------ | ---- |
| Liga de Ascenso  | Club Tijuana    | México | 2010 |
| Final de Ascenso | Club Tijuana    | México | 2011 |
| Primera División | Club Tijuana    | México | 2012 |
| Ascenso MX       | Dorados Sinaloa | México | 2016 |
| Primera División | Club América    | México | 2018 |